# Onuphis pallida
Onuphis pallida är en ringmaskart som först beskrevs av Moore 1911.  Onuphis pallida ingår i släktet Onuphis och familjen Onuphidae. Inga underarter finns listade i Catalogue of Life.